# Аспелин, Вальдемар
Вальдемар Юханнес Аспелин (швед. Waldemar Johannes Aspelin; 26 сентября 1854, Коски, Або-Бьёрнеборгская губерния — 10 ноября 1923, Хельсинки) — финский архитектор шведского происхождения, представитель эклектического направления.

## Биография
Родился в семье Вильгельма Аспелина, управляющего фабрикой, и Амалии Боргстрём.
Учился в Техническом колледже Буроса в Швеции, а затем пять лет работал архитектором в бюро Теодора Хёйера. С 1883 по 1886 год был студентом Политехнического училища в Гельсингфорсе, где преподавание архитектуры началось только в 1872 году. Во время учёбы стажировался у архитекторов Франса Шёстрёма и Густава Нюстрёма, двух крупнейших финских архитекторов той эпохи.
В 1887 году открыл собственное архитектурное бюро во Фридрихсгаме, а с 1889 года перевёл его в Гельсингфорс.
С 1894 работал совместно с архитектором К. Р. Бьёрнбергом. Сочетал архитектурную практику с преподавательской деятельностью. Во время строительного бума, когда с 1880 по 1910 год количество каменных зданий в Гельсингфорсе утроилось, активно способствовал созданию нового облика финляндской столицы, разрабатывая проекты многоквартирных домов, предприятий и зданий общественного назначения. Среди его построек здание Сберегательного банка (ныне здание Верховного административного суда) по адресу Фабианинкату, 15; жилые и коммерческие здания в старом центре Хельсинки, на улицах Пуйстокату, Булеварди и Юрьёнкату; самый известный заказ — дом Доннера («Шведский клуб»), спроектированный совместно с эдинбургским архитектором Робертом С. Лоримером. 
Сыграл значительную роль в развитии транспортной инфраструктуры Хельсинки. В 1900 году он был принят на работу в городскую трамвайную компанию Helsinki Raitiotie ja omnibus-Osakeyhtiö. После электрификации трамвайных линий на рубеже XIX—XX веков Аспелину было поручено спроектировать здание депо для электрических трамваев. Красивое здание с арочными окнами расположено на углу улиц Тёёлёнкату и Эйно Лейно. После его проектирования Аспелин получил задание разработать проект жилого дома для сотрудников трамвайной компании. Он располагался на углу улиц Турунмаантие (ныне проспект Маннергейма и Хумалистонкату) и получил прозвище «Церковь Сипоо». Здание выглядело впечатляюще, но условия проживания в нём были непривлекательными: большинство квартир представляли собой студии без электрического отопления и туалетов, при этом почти в каждой арендованной квартире имелся субарендатор. Устаревший комплекс был снесён в 1978 году.
Строил также частные дома в пригородах.
Важное градостроительное значение имеют постройки Аспелина в Выборге: дом консула Роте — заметный элемент морского фасада города (угловой участок между улицами Южный Вал, Подгорной и Выборгской), и монументальное здание банка Северных стран на углу Театральной и Рыночной площадей. По сведениям искусствоведа Е. Е. Кеппа, архитектор безуспешно настаивал на сносе Круглой башни, заслоняющей фасад банка в стиле неоренессанс (более поздние исследования не находят этому документального подтверждения, называя активным инициатором сноса башни архитектора Б. И. Аминова, в то же время известного и критическим отношением к художественным достоинствам здания банка).
В поздних постройках Аспелина (например, Верховный административный суд Финляндии, обзорная вышка в Тавастегусе), проявляются черты модерна.
Преподавал рисование в Высшей школе искусств и наук (ныне Высшая школа искусств, дизайна и архитектуры Университета Аалто) в Хельсинки. В 1904 году создал рекламное изображение девушки Paulig в стиле модерн в финском национальном костюме для десятикилограммовых кофейных банок Paulig. По легенде Густав Паулиг, основатель компании по обжарке кофе, встретил в Сяэксмяки прекрасную девушку в национальном костюме, изображение которой он хотел поместить на кофейной банке, и попросил Аспелина изобразить её.

## Изображения
- Школа (Хамина, 1888)
- Трамвайное депо (Хельсинки, 1900)
- Дом консула Роте (Выборг, 1900)
- Банк Северных стран (Выборг, 1900)
- Сберегательный банк[5] (Хельсинки, 1902). С 1933 года Верховный административный суд Финляндии
- «Церковь Сипоо» (Хельсинки, 1905)
- Смотровая башня Ауланко (Хямеенлинна, 1907)